# Onosma nigricaulis
Onosma nigricaulis är en strävbladig växtart som beskrevs av H. Riedl. Onosma nigricaulis ingår i släktet Onosma och familjen strävbladiga växter. Inga underarter finns listade i Catalogue of Life.